# ملعب خوان روخاس
ملعب خوان روخاس هو ملعب نادي الميريا الإسباني يبلغ طوله 100 و عرضة 60 متر وقد بني سنة 1957 من طرف بلدية المدينة وتم تجديده سنة 1988 وتبلغ سعته حوالي 13000 متفرج.